# Музей пошти (Париж)
Музей пошти (фр. L'Adresse Musée de La Poste) — музей у м. Парижі, (Франція), присвячений історії поштового зв'язку, розвитку французької пошти і філателії. Музей був заснований у 1946 році.

## Історія
Ідея створення поштового музею в столиці Франції та її розробка відносяться до кінця XIX — початку XX століть. Для збору коштів на організацію музею 6 липня 1939 року була випущена поштово-благодійна марка з репродукцією картини Жан-Оноре Фрагонара на тему написання листа.
Поштовий музей Франції був відкритий 4 червня 1946 році і змінив за свою історії два місця розташування, перебравшись в сучасну будівлю на початку 1970-х років. Інавгурація музею за нинішньою адресою відбулася 18 грудня 1973 року. Ця будівля, відома як Будинок пошти і філателії (фр. Maison de la Poste et de la Philatélie), відображена на французькій поштовій марці, яка була введена в обіг у день відкриття музею. Згодом установа була перейменована в Музей La Poste (фр. Musée de La Poste), а з 20 жовтня 2009 року — в L'Adresse Musée de La Poste.

## Експозиція
Постійна експозиція музею представлена в п'ятнадцяти залах, які мають раціональне розташування по спіралі навколо вертикальної осі. Для початку огляду експозиції відвідувачі піднімаються на ліфті на п'ятий поверх, а в кінці огляду повертаються на нижній поверх. Сучасне оформлення стендів і вдале освітлення сприяють огляду поштового інвентарю, одягу листонош, макетів і манекенів, гравюр, малюнків, численних філателістичних матеріалів домарочного періоду та експонатів, які розповідають про історію поштових марок Франції.
Зали музею відображають наступні історичні періоди і теми:
- Доісторична пошта — історія зародження писемності, обміну кореспонденцією та еволюції поштового зв'язку у світі[3], починаючи з XIII століття до н. е. (Китай) до створення перших поштових служб.
- Кур'єрська верхова пошта — від створення першої французької мережі поштових перекладних до 1850 року.
- Лист — період з 1672 року, коли була створена служба письмових повідомлень, до 1760 року, коли була введена доставка листів додому.
- Телеграф — оптичний телеграф братів Шапп, телеграф Морзе.
- Великі реформи 1830—1890 років — поштовий сервіс покриває всю Францію, включаючи села; уніфікація вартості поштових послуг: появи поштової марки; пошта під час Французько-прусської війни 1870 року.
- Епоха технічного прогресу (1830—1890 роки) — пароплави і поїзди на службі пошти, використання пневматичної пошти.
- Становлення сучасної пошти (1890—1989 роки).
- Авіапошта — від перших поштових повідомлень по повітрю до інтеграції в загальноєвропейську поштову систему.
- Мейл-арт — вид мистецтва, яке використовує елементи поштової кореспонденції.
- Поштова марка[3].

Експозиція музею дозволяє зробити повне уявлення про розвиток пошти у Франції починаючи з XV століття, коли за Людовика XI в Парижі з'явилося перше поштове відділення. Тут демонструються матеріали Паризької «малої пошти» другої половини XVII століття. В експозиції представлена велика систематизована колекція поштових штемпелів домарочного періоду і штемпельних погашень марок і конвертів, включаючи міські, пароплавні та військові погашення та поштові штемпелі міст, які змінювали назви у період французької революції. Поряд з макетом поштового відділення 1900 року, у фондах музею можна ознайомитися з пізнішим автоматом для прийому та франкування листів і листівок внутрішньої і зовнішньої кореспонденції, а також посилок в межах Франції, з різними способами сучасної сортування кореспонденції, у тому числі за допомогою поштового коду. У музеї також виставлені поштові скриньки та обмундирування листонош різних країн світу.
Відвідувачі мають можливість дізнатися про сучасні методи друкування марок у Франції, таких як комбінований спосіб глибокого друку з офсетом. У музеї представлена і державна колекція французьких марок, для якої розроблені спеціальні електронні автомати. З їхньою допомогою демонструються листи всіх марок Франції починаючи з 1849 року, при цьому із запасників музею можна швидко отримати для огляду той чи інший марочний лист. Автоматика надійно захищає музейні матеріали від механічних пошкоджень і випливу світла. В одному з розділів музею розміщені стенди, що пропагують філателію, з плакатами і робочими аксесуарами колекціонера.
Окрім постійної експозиції, музей в окремому залі регулярно влаштовує тематичні виставки, конференції філателістів та інші заходи. У вестибюлі музею розташований кіоск, в яком продаються поточні випуски поштових марок Франції, Монако, Андорри, Сен-П'єра і Мікелона та Ради Європи, інші супутні матеріали та сувеніри.